# يوزيف أوريديل
يوزيف أوريديل (بالألمانية: Josef Uridil)‏ (24 ديسمبر 1895 - 20 مايو 1962) لاعب ومدرب كرة قدم نمساوي راحل كان يجيد اللعب في خط الهجوم.
لعب طوال مسيرته الرياضية في أندية أوريون، تاسمانيا، ريكورد، بلو ستار، رومانيا أوتاكرينغ (1910-1912) بلو ستار (1912-1914) رابيد فيينا (1914-1925) فيرست فيينا (1925-1926) رابيد فيينا (1926-1927) باري (1929-1930).
مثل منتخب النمسا في 8 مباريات مسجلا 8 أهداف (1919-1926).
تولى تدريب أندية باري (1929-1930) ريبنسيا تيميشوارا، منتخب رومانيا (1934) هيلفورت (1934-1935) بي إس كيه بلغراد (1935-1936) بيل (1936-1937) لوزيرن (1936-1937) شفارز فيس إسين (1938-1941) ألتينبوغه (1941-1943) شفارز فيس إسين (1949-1951) رابيد فيينا (1953-1954) يان ريغينسبورغ (1954-1957).
شارك مع منتخب رومانيا في بطولة كأس العالم 1934 في إيطاليا حيث خرج من الدور الثمن النهائي.

## وصلات خارجية
- يوزيف أوريديل على موقع قاعدة بيانات كرة القدم.إي يو (الإنجليزية)
- يوزيف أوريديل على موقع عالم كرة القدم.نت (الإنجليزية)

- هذا سيرة ذاتية